# Linnéa Lindström
Linnéa Lindström (* David Lindström, 2. Januar 1995 in Borås) ist eine schwedische Schauspielerin und Musikerin, die vor allem für ihre Rolle als Sigurd in der Fernsehserie Vikings bekannt ist.

## Biografie
Linnéa Lindström wurde als Tochter des Schriftstellers Ulf Lindström geboren. Anfangs widmete sie sich der Musik und spielte unter anderem Klavier, bevor sie anfing, sich mit der Schauspielerei zu beschäftigen. Lindström spielte unter anderem die Rolle von Simon Nilsson in der Dramaserie Blue Eyes (Blå ögon). 2014 erhielt sie das Kulturstipendium der Borås Tidning, das ihr Vater 1985 ebenfalls erhielt.

## Diskografie

### Singles
- 2019 Autumn[1]

## Filmografie
- 2013: The Yearning Room
- 2014: Blå ögon
- 2016: Vikings
- 2018: Beck – Ditt eget blod
- 2018: Maria Wern – Viskningar i vinden